# Weselin Wuczkow
Weselin Borisławow Wuczkow, bułg. Веселин Бориславов Вучков (ur. 26 grudnia 1968 w miejscowości Stob w gminie Koczerinowo) – bułgarski polityk, prawnik i nauczyciel akademicki, profesor, parlamentarzysta, w latach 2014–2015 minister spraw wewnętrznych w drugim rządzie Bojka Borisowa.

## Życiorys
Ukończył prawo na Uniwersytecie Sofijskim (1994). Pracował jako asystent sędziego i jako śledczy. W 1996 zajął się działalnością dydaktyczną w szkole policyjnej Akademia MSW, doktoryzował się w zakresie prawa w 2003. Został także wykładowcą na Uniwersytecie w Płowdiwie i na Południowo-Zachodnim Uniwersytecie im. Neofita Riłskiego w Błagojewgradzie.
Zaangażował się w działalność polityczną w ramach partii GERB. W latach 2009–2013 pełnił funkcję wiceministra spraw wewnętrznych. W 2013 uzyskał mandat posła do Zgromadzenia Narodowego 42. kadencji, zaś w przedterminowych wyborach w 2014 z powodzeniem ubiegał się o reelekcję. W listopadzie 2014 został ministrem spraw wewnętrznych w drugim rządzie Bojka Borisowa. Podał się do dymisji w marcu 2015, po konflikcie z premierem dotyczącym zmian personalnych w bułgarskich służbach specjalnych.
Powrócił następnie do pracy naukowej. W 2016 został profesorem postępowania karnego w Akademii MSW.